# Emiko Miyamoto
Emiko Miyamoto (em japonês:  宮本 恵美子; Fukushima, 10 de maio de 1937 – Takahagi, 7 de dezembro de 2023) foi uma jogadora de voleibol do Japão que competiu nos Jogos Olímpicos de 1964.
Em 1964, ela fez parte da equipe japonesa que conquistou a medalha de ouro no torneio olímpico, no qual atuou em cinco partidas.

## Morte
Miyamoto morreu no dia 7 de dezembro de 2023, aos 86 anos, vítima de sepse.